# Музей золота (Берёзовский)
Музей золота в Берёзовском — музей, расположенный в городе Берёзовском Свердловской области, посвящённый истории золотодобывающей промышленности Урала.
Всего в музее пять залов, что позволило всю историю золотодобычи условно поделить на тематические разделы. Первый зал рассказывает об истории золотодобычи на Урале, второй — о жизни старателей XIX века, третий объясняет что такое золото как элемент и минерал. В четвертом представлена историю Берёзовского со дня основания. Пятый зал превращён в виртуальную шахту, где уральцы добывали драгоценный металл. Во дворе музея также стоят части машин и механизмы, которые используются при золотодобыче.

## История
Открытие золота произошло в 1745 году в окрестностях Екатеринбурга, на месте будущего города Берёзовского. 21 мая (1 июня) 1745 года в канцелярию Главного правления заводов Сибири и Урала в Екатеринбурге обратился крестьянин Ерофей Марков и заявил, что во время поисков горного хрусталя были найдены крупинки, похожие на золото. Но геологическая партия в течение двух лет не могла обнаружить драгоценный металл в указанном месте. И только осенью 1747 года было найдено первое месторождение. Это положило начало новой для России золотодобывающей отрасли промышленности. Вскоре империя стала одним из мировых лидеров по золотодобыче и золотому запасу.
30 января (10 февраля) 1757 года в Санкт-Петербург был отправлен золотой слиток весом 2,7 кг. С этого начал свою жизнь Берёзовский завод. А в 1814 году Львом Брусницыным был открыт способ промывки рассыпного золота (на берегах реки Берёзовки), что даже привело к первой в мире «золотой лихорадке». Это двойное открытие отображено на гербе и флаге города: лев символизирует самого первооткрывателя Ерофея Маркова, а солнце в его лапах — золото (круг в центре — рудное золото, сияющая корона — рассыпное).
На Урале золото было найдено на 150 лет раньше, чем на Клондайке. К концу XVIII века в составе Берёзовых промыслов насчитывалось уже более 50 рудников. Березовское месторождение оказалось невероятно богатым и долгоживущим: за 250 лет здесь было построено более тысячи шахт. В настоящее время действуют четыре.
Музей золота в Берёзовском был создан в 1970 году по инициативе краеведа Сильвии Опёнкиной. С того времени музей развивался, менял названия, пополнялся экспонатами. В конце 1970-х вошёл он в состав Свердловского областного краеведческого музея, преемника Музея Уральского общества любителей естествознания (УОЛЕ). Несколько лет назад обветшавшее здание музея было закрыто на ремонт, продолжавшийся более 4 лет. В 2013 году открыта обновлённая экспозиция Музея золота.

## Описание
Музей обладает богатейшей коллекцией минералов Берёзовского золоторудного месторождения и образцов золотосодержащих пород. Посетитель на множестве примеров может видеть сложный путь российского золота — от случайной находки Ерофея Маркова в окрестностях Берёзовского до возникновения посёлка, а затем — и индустриального развития Берёзовского и его окрестностей, от государственной царской монополии — к частной добыче, а затем к национализации, к советской монополии и стахановскому труду берёзовчан по восстановлению разрушенных в годы Гражданской войны шахт, к постсоветскому акционированию и банкротству 1990-х, к нынешнему восстановлению…
В экспозиции представлены уникальные сегодня, но широко распространенные сто лет назад профессиональные орудия труда и атрибуты старателей: вашгерд, ковш, гребки, лотки, банки для сбора золотого песка, весы для золота и др. Здесь можно познакомиться с картами золотых промыслов середины позапрошлого века.
В музее широко представлена история изучения уникального Берёзовского золоторудного месторождения, рассказано о способах освоения его запасов на протяжении более чем двух с половиной столетий. Особое место отведено рассказу о Льве Ивановича Брусницине, разработавшем технологию добычи россыпного золота.
Во всех залах присутствует мультимедийная техника.